# 귀부인 (영화)
"귀부인"은 1968년 공개된 대한민국의 영화이다.

## 배역
- 고은아
- 김진규
- 신성일
- 황정순
- 방인자
- 추석양
- 김웅
- 강계식
- 정철
- 배수천
- 조덕성
- 최재호
- 문미봉
- 임예심